# René Elshaug
René Aleksander Elshaug (29 ottobre 1986) è un giocatore di calcio a 5 e calciatore norvegese, pivot dell'OSI e attaccante del Follo.

## Carriera

### Club
Elshaug ha iniziato la carriera con la maglia del Drøbak/Frogn. Nel 2006 è passato all'Ås. Nel 2007 ha fatto ritorno al Drøbak/Frogn, dove è rimasto per quattro stagioni.
Nel 2011 ha giocato con la maglia del Nesodden. Nel 2013 è tornato al Drøbak/Frogn. Dal 2014 si è trasferito al Moss. Ha esordito il squadra il 21 aprile, subentrando a Dan Mönell nella vittoria per 0-1 sul campo del Mo. Il 16 maggio ha realizzato la prima rete, nella vittoria per 01-2 in casa della sua ex squadra del Drøbak/Frogn. Il 19 dicembre 2014 ha rinnovato il contratto che lo legava al Moss per un'ulteriore stagione.
Il 4 gennaio 2016, Elshaug ha firmato un rinnovo annuale con il Moss.

### Nazionale
Elshaug gioca per la Nazionale di calcio a 5 della Norvegia. È stato convocato per la prima volta per le partite amichevoli contro Svezia, Danimarca e Finlandia. Ha esordito nel corso della sfida contro la formazione svedese, pareggiata per 3-3 in data 5 dicembre 2014.

## Statistiche

### Presenze e reti nei club
Statistiche aggiornate al 23 luglio 2021.
| Stagione            | Club                | Campionato          | Campionato | Campionato | Coppe nazionali | Coppe nazionali | Coppe nazionali | Coppe continentali | Coppe continentali | Coppe continentali | Supercoppe | Supercoppe | Supercoppe | Totale | Totale |
| Stagione            | Club                | Comp                | Pres       | Reti       | Comp            | Pres            | Reti            | Comp               | Pres               | Reti               | Comp       | Pres       | Reti       | Pres   | Reti   |
| ------------------- | ------------------- | ------------------- | ---------- | ---------- | --------------- | --------------- | --------------- | ------------------ | ------------------ | ------------------ | ---------- | ---------- | ---------- | ------ | ------ |
| 2004                | Drøbak/Frogn        | 2D                  | ?          | ?          | CN              | ?               | ?               | -                  | -                  | -                  | -          | -          | -          | ?      | ?      |
| 2005                | Drøbak/Frogn        | 2D                  | ?          | ?          | CN              | ?               | ?               | -                  | -                  | -                  | -          | -          | -          | ?      | ?      |
| 2006                | Ås                  | 3D                  | ?          | ?          | CN              | ?               | ?               | -                  | -                  | -                  | -          | -          | -          | ?      | ?      |
| 2007                | Drøbak/Frogn        | 2D                  | ?          | ?          | CN              | ?               | ?               | -                  | -                  | -                  | -          | -          | -          | ?      | ?      |
| 2008                | Drøbak/Frogn        | 2D                  | ?          | ?          | CN              | ?               | ?               | -                  | -                  | -                  | -          | -          | -          | ?      | ?      |
| 2009                | Drøbak/Frogn        | 2D                  | ?          | ?          | CN              | ?               | ?               | -                  | -                  | -                  | -          | -          | -          | ?      | ?      |
| 2010                | Drøbak/Frogn        | 3D                  | ?          | ?          | CN              | ?               | ?               | -                  | -                  | -                  | -          | -          | -          | ?      | ?      |
| 2011                | Nesodden            | 2D                  | ?          | ?          | CN              | ?               | ?               | -                  | -                  | -                  | -          | -          | -          | 26     | 0      |
| 2012                | Nesodden            | 2D                  | 26         | 7          | CN              | 1               | 0               | -                  | -                  | -                  | -          | -          | -          | 27     | 7      |
| Totale Nesodden     | Totale Nesodden     | Totale Nesodden     | 26+        | 7+         |                 | 1+              | 0+              |                    | -                  | -                  |            | -          | -          | 27+    | 7+     |
| 2013                | Drøbak/Frogn        | 2D                  | 23         | 11         | CN              | 1               | 0               | -                  | -                  | -                  | -          | -          | -          | 24     | 11     |
| Totale Drøbak/Frogn | Totale Drøbak/Frogn | Totale Drøbak/Frogn | 23+        | 11+        |                 | 1+              | 0+              |                    | -                  | -                  |            | -          | -          | 24+    | 11+    |
| 2014                | Moss                | 2D                  | 13         | 2          | CN              | 1               | 0               | -                  | -                  | -                  | -          | -          | -          | 14     | 2      |
| 2015                | Moss                | 2D                  | 25         | 1          | CN              | 1               | 0               | -                  | -                  | -                  | -          | -          | -          | 26     | 1      |
| 2016                | Moss                | 2D                  | 23         | 0          | CN              | 2               | 0               | -                  | -                  | -                  | -          | -          | -          | 25     | 0      |
| 2017                | Moss                | 3D                  | 24         | 11         | CN              | 2               | 0               | -                  | -                  | -                  | -          | -          | -          | 26     | 11     |
| 2018                | Moss                | 2D                  | 26         | 4          | CN              | 2               | 0               | -                  | -                  | -                  | -          | -          | -          | 28     | 4      |
| 2019                | Moss                | 2D                  | 25         | 1          | CN              | 2               | 0               | -                  | -                  | -                  | -          | -          | -          | 27     | 1      |
| 2020                | Moss                | 2D                  | 2          | 0          | -               | -               | -               | -                  | -                  | -                  | -          | -          | -          | 2      | 0      |
| Totale Moss         | Totale Moss         | Totale Moss         | 138        | 19         |                 | 10              | 0               |                    | -                  | -                  |            | -          | -          | 148    | 19     |
| 2021                | Follo               | 3D                  | 0          | 0          | CN              | 0               | 0               | -                  | -                  | -                  | -          | -          | -          | 0      | 0      |
| Totale              | Totale              | Totale              | 187+       | 37+        |                 | 12+             | 0+              |                    | -                  | -                  |            | -          | -          | 199+   | 37+    |